# Transport kolejowy w Watykanie

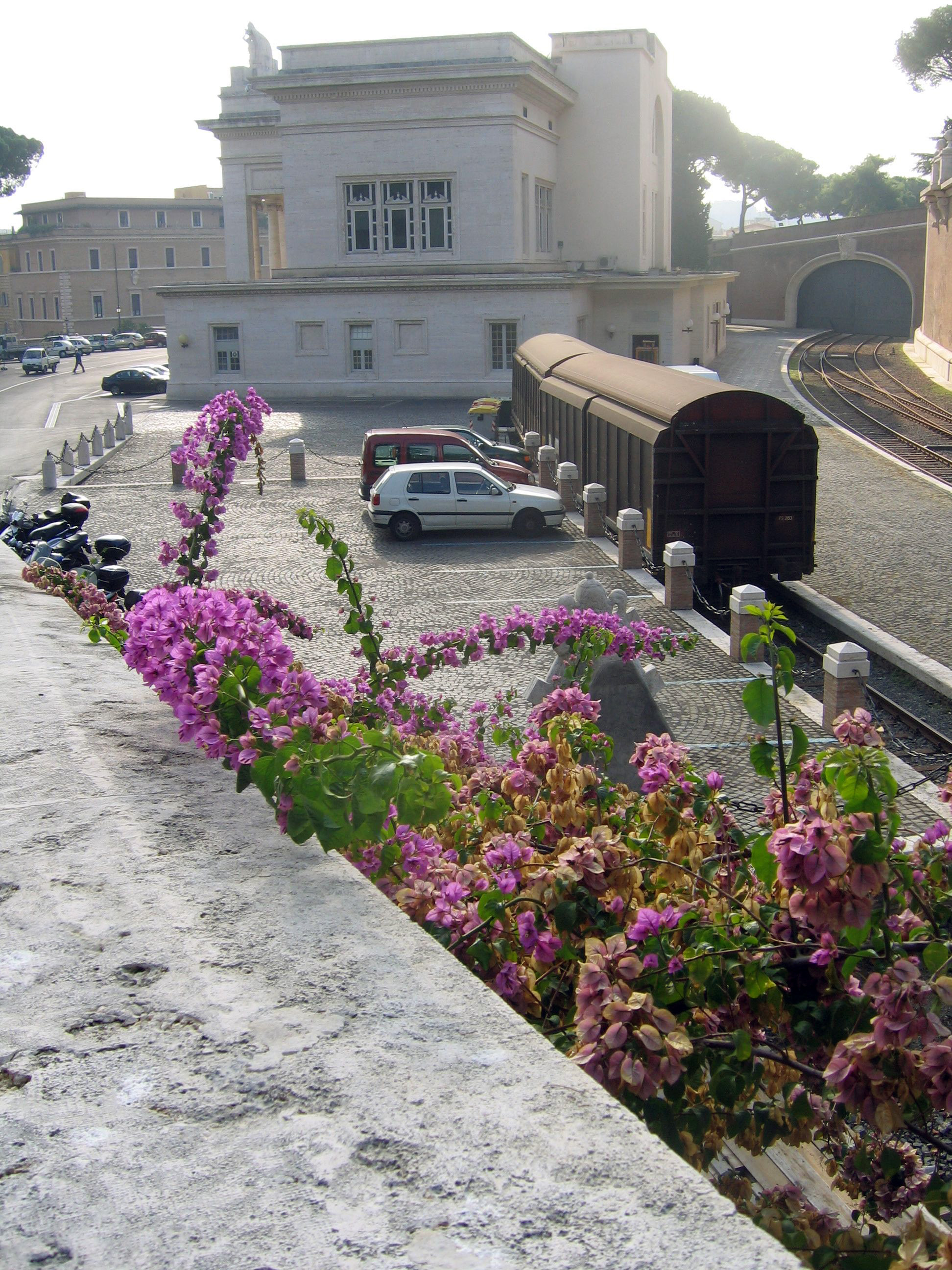
Stacja kolejowa Watykan

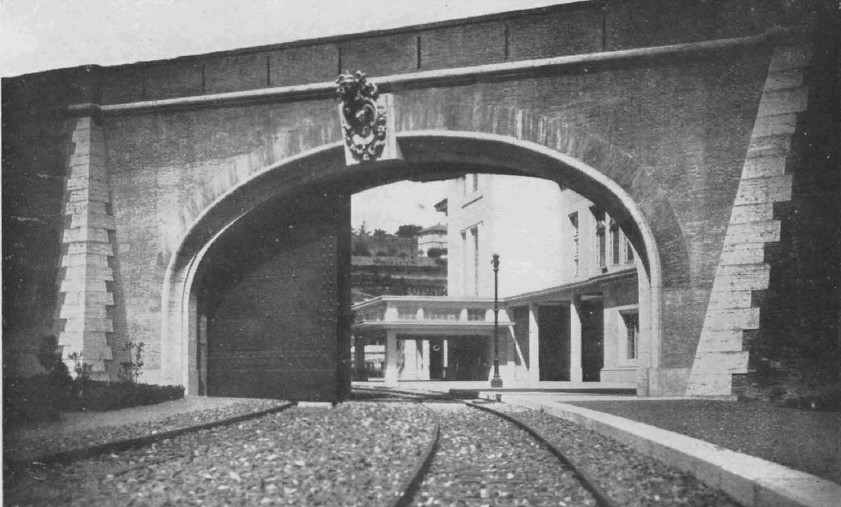
Brama kolejowa Watykanu (1934)

Transport kolejowy w Watykanie – sieć kolejowa składająca się z dwóch trzystumetrowych odcinków torów, stanowi najkrótszą na świecie krajową sieć kolejową. Na podstawie Traktatów laterańskich z 1929 kolej ma zagwarantowane połączenie z siecią włoską. Tory i stacja zostały zbudowane podczas pontyfikatu papieża Piusa XI.
Większość pracy przewozowej w Watykanie to ruch towarowy, w szczególności import, sporadycznie odbywa się również transport pasażerski, zwykle podczas świąt, kiedy to Stolicę Apostolską odwiedza zwiększona liczba pielgrzymów i przewozy autokarowe byłyby niewystarczające.

## Historia
Papież Grzegorz XVI był przeciw budowie kolei w Państwie Kościelnym, miał nawet powiedzieć korzystając z francuskiej gry słów „chemin de fer, chemin d’enfer” („drogi żelazne drogami do piekła”). Następca Grzegorza, papież Pius IX, rozpoczął budowę linii kolejowej z Bolonii do Ancony, ale budowę przerwało Zjednoczenie Włoch w 1861. Linia kolejowa była potrzebna do obsługi wzrastającego ruchu pielgrzymkowego w XIX wieku. Czynniki te spowodowały złagodzenie stosunku kurii rzymskiej do kolei.
Sieć watykańska jest połączona z siecią włoską, połączenie to zostało zagwarantowane 11 lutego 1929 w Traktatach Laterańskich – w art. 6. Ministerstwo Robót Publicznych Królestwa Włoch rozpoczęło budowę linii kolejowej do Watykanu 3 kwietnia 1929. Budowa rozpoczęła się od wykonania prac ziemnych (na wysokości stacji Roma San Pietro) pomiędzy Piazza Santa Marta a Palazzo del Governatorato. Budowę wiaduktu sfinansował włoski rząd. Całkowity koszt budowy kolei w Watykanie oraz połączenia z siecią włoską wyniósł 24 miliony lirów.
Pierwsza lokomotywa wjechała do Watykanu w marcu 1932. Konwencja Kolejowa pomiędzy Włochami a Watykanem została ratyfikowana 12 września 1934. W październiku 1934 ministerstwo robót publicznych ukończyło linię i przekazało do użytku włoskiemu przewoźnikowi państwowemu – Ferrovie dello Stato. Zgodnie z Legge sulle fonti del diritto wydanym 7 czerwca 1929 infrastruktura kolejowa na terenie Watykanu traktowana jest tak, jakby znajdowała się na terytorium Włoch.
Pod koniec marca 1944, podczas bombardowania Rzymu, pracownicy Watykanu zatrzymali na stacji w Watykanie niemiecki pociąg z amunicją.

## Linia kolejowa
Linia kolejowa do Watykanu odchodzi od stacji Roma San Pietro i przecina Dolinę Gelsomino 143,12-metrowym murowanym wiaduktem mającym osiem 15,3-metrowych łuków, przecinających Viale Vaticano i Via Aurelia. Przed wjazdem do Watykanu i końcem linii na stacji Watykan biegnie ona do bramy, w której znajduje się dwoje 35,5-tonowych żelaznych wrót (łuk bramy ozdobiony jest herbem papieża Piusa XI). Brama ta jest częścią Murów Watykańskich.
Stacja kolejowa Watykan rozpoczyna się 20 metrów za bramą. Dworzec został zaprojektowany przez Giuseppe Momo, a jego uroczyste otwarcie nastąpiło w 1933.

## Eksploatacja

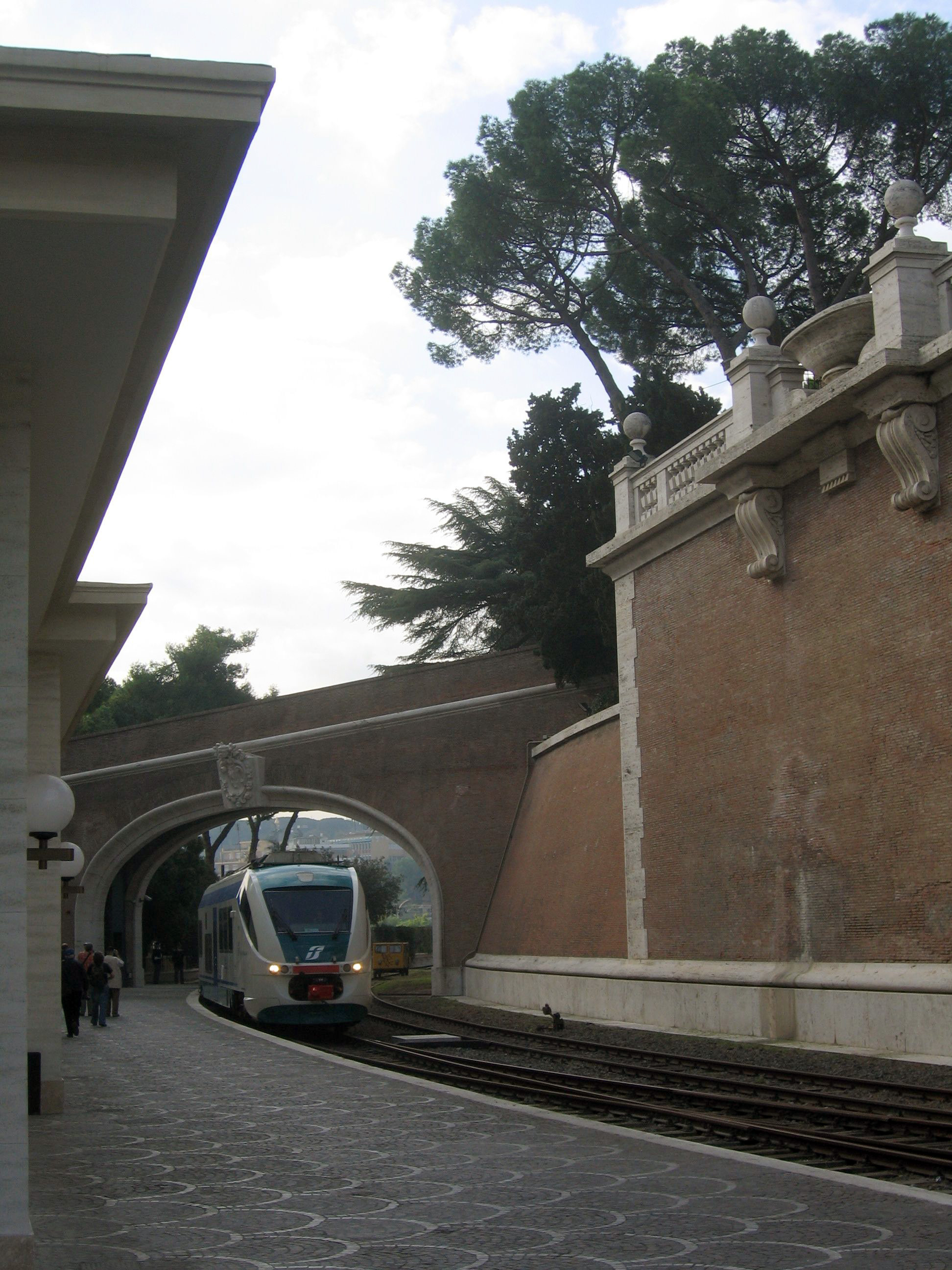
Pociąg wjeżdżający na stację Watykan

Kolej w Watykanie służy przeważnie do transportu importowanych towarów. Przewozy pasażerskie mają mniejszy udział w strukturze przewozów.
4 października 1962 papież Jan XXIII był pierwszym papieżem, który skorzystał ze stacji podczas pielgrzymki do Loreto i Asyżu na tydzień przed Soborem watykańskim II. Podczas tej pielgrzymki papież poruszał się pociągiem prezydenta Włoch. Podróż ta była relacjonowana przez Eurovision Network. Ponieważ Pius IX pielgrzymował do Loreto innymi środkami transportu, podróż Jana XXIII uznano za przełom w podejściu Watykanu do kolei. Jan XXIII zorganizował również przewóz pociągiem ciała Piusa X do jego rodzinnej Wenecji.
Jan Paweł II był na stacji kilka razy, pierwszy raz, jako papież, już niecały miesiąc po wyborze (8 listopada 1979). Mimo to do 24 stycznia 2002 nie opuścił pociągiem Rzymu. W 2011 r. papież Benedykt XVI udał się pociągiem na modlitwy o pokój do Asyżu.